# Danil Glebov
Danil Aleksandrovitch Glebov (en russe : Данил Александрович Глебов) est un footballeur russe né le 3 novembre 1999 à Tomsk. Il évolue au poste de milieu de terrain avec le Dynamo Moscou.

## Biographie

### Carrière en club
Né à Tomsk, Danil Glebov intègre durant sa jeunesse les équipes de jeunes du Tom Tomsk avant de passer six mois au centre de formation du Lokomotiv Moscou entre août 2015 et février 2016. Il rejoint par la suite les rangs de l'Anji Makhatchkala où il fait ses débuts professionnels en troisième division sous les couleurs du club-école de l'Anji-2 face au FK Armavir le 19 novembre 2017. Il fait sa première apparition avec l'équipe première à l'âge de 18 ans le 20 mai 2018 à l'occasion du match retour du barrage de relégation face au Ienisseï Krasnoïarsk.
Apparaissant à dix reprises durant la première partie de la saison 2018-2019, ses performances lui permettent d'être repéré par le FK Rostov qui le recrute au mois de janvier 2019. Il devient par la suite un acteur régulier du milieu de terrain, que ce soit en tant que titulaire ou remplaçant, disputant notamment dix-neuf rencontres au cours de l'exercice 2019-2020 qui voit l'équipe atteindre la cinquième place du championnat. Il y découvre par la suite les compétitions européennes en disputant le troisième tour de qualification de la Ligue Europa perdu face au Maccabi Haïfa et marque son premier but professionnel le 18 octobre 2020 à l'occasion de la victoire 3-0 des siens face à l'Akhmat Grozny.

### Carrière internationale
Glebov est appelé par Mikhaïl Galaktionov à partir de mars 2019 au sein de la sélection russe espoirs avec laquelle il participe aux qualifications pour l'Euro espoirs de 2021 qui voit la Russie finir première de son groupe et accéder à la phase finale. Il est par la suite titulaire lors des trois matchs de la phase de groupes, mais ne peut empêcher l'élimination des siens à l'issue de cette phase.
Convoqué avec la sélection A pour la première fois par Valeri Karpine au mois d'octobre 2021, Glebov fait ses débuts avec la Sbornaïa le 11 novembre suivant face à Chypre (victoire 6-0) dans le cadre des éliminatoires de la Coupe du monde 2022.

## Statistiques
| Saison                | Club                  | Championnat           | Championnat | Championnat | Coupe(s) nationale(s) | Coupe(s) nationale(s) | Compétition(s) continentale(s) | Compétition(s) continentale(s) | Compétition(s) continentale(s) | Total | Total |
| Saison                | Club                  | Division              | M.          | B.          | M.                    | B.                    | Comp.                          | M.                             | B.                             | M.    | B.    |
| 2017-2018             | Anji-2 Makhatchkala   | D3                    | 4           | 0           | -                     | -                     | -                              | -                              | -                              | 4     | 0     |
| 2017-2018             | Anji Makhatchkala     | D1                    | 1           | 0           | -                     | -                     | -                              | -                              | -                              | 1     | 0     |
| 2018-2019             | Anji Makhatchkala     | D1                    | 8           | 0           | 2                     | 0                     | -                              | -                              | -                              | 10    | 0     |
| 2018-2019             | FK Rostov             | D1                    | 8           | 0           | 2                     | 0                     | -                              | -                              | -                              | 10    | 0     |
| 2019-2020             | FK Rostov             | D1                    | 19          | 0           | 3                     | 0                     | -                              | -                              | -                              | 22    | 0     |
| 2020-2021             | FK Rostov             | D1                    | 26          | 1           | 1                     | 0                     | C3                             | 1                              | 0                              | 28    | 1     |
| 2021-2022             | FK Rostov             | D1                    | 30          | 4           | 1                     | 0                     | -                              | -                              | -                              | 31    | 4     |
| 2022-2023             | FK Rostov             | D1                    | 17          | 4           | 6                     | 0                     | -                              | -                              | -                              | 23    | 4     |
| Total sur la carrière | Total sur la carrière | Total sur la carrière | 109         | 9           | 15                    | 0                     | -                              | 1                              | 0                              | 125   | 9     |